# Spooneromyces
Spooneromyces es un género de hongo de la familia Pyronemataceae.